# Naruto (manga)
Naruto (Japans: NARUTO -ナルト-) is een Japanse mangaserie door Masashi Kishimoto, waarvan ook een gelijknamige animeserie is gemaakt. Het hoofdpersonage heet Uzumaki Naruto en is een luidruchtige, hyperactieve, puberale ninja die constant zoekt naar erkenning en goedkeuring.
De manga werd voor het eerst gepubliceerd in 1999 door uitgeverij Shueisha in Japan, in het tijdschrift Weekly Shōnen Jump. Viz Media publiceert een vertaalde versie in het Amerikaanse tijdschrift Shonen Jump. Desondanks is het Viz Media's best verkopende mangaserie. In oktober 2006 kwam uitgeverij Kana met een Nederlandstalige versie op de markt.
Viz heeft ook de licenties voor Noord-Amerikaanse televisieproducties. Naruto debuteerde in Amerika in het programmablok Toonami van Cartoon Network op 10 september 2005 om negen uur 's avonds. In Canada wordt deze animeserie uitgezonden door YTV's Bionix. Naruto debuteerde daar op 16 september 2005 om half tien 's avonds. In de Benelux bezit Kana de licenties voor televisieproducties. In Nederland is de serie tot nog toe nooit op televisie gekomen en plannen zijn daar ook niet voor.
Op 5 september 2011 debuteerde Naruto op de Vlaamse tv-zender 2BE om 6.20u 's morgens, wat later verplaatst werd naar 6.45u en nu wordt de anime helemaal niet meer uitgezonden op 2BE. In België zijn Naruto Shippuden en drie bijhorende films beschikbaar op Netflix. Naruto Shippuden was vroeger beschikbaar op Viewster met Nederlandstalige ondertiteling.

## Groei en populariteit
Voordat Naruto buiten Japan werd uitgebracht, bestonden er al de zogenaamde fansubgroepen, die de Naruto-afleveringen met Engelse ondertiteling verspreidden. Veel van deze groepen stoppen wanneer de licenties voor de series uitgebracht worden, sommige gaan echter door met het fansubben van de afleveringen. De populairste fansubgroep voor Naruto was Dattebayo, omdat deze groep de afleveringen goed ondertitelde, snel was en bovendien de afleveringen uitbracht in tv-kwaliteit. Ook plaatste Dattebayo de betekenissen van tekens in het Kanji en/of Kana onder, naast of boven het woord om de betekenis hiervan uit te leggen. Op 15 januari 2009 stopte Dattebayo echter met het ondertitelen van Naruto en nam Viz Media de ondertiteling over. Viz Media brengt de afleveringen uit op dezelfde dag dat zij in Japan uitkomen, maar wel tegen betaling. Taka is een fansubgroep die na het stoppen van Dattebayo erg populair werd door hun ondertitelingen.
Op 15 februari 2007 werd in Japan het originele verhaal van Naruto weer opgepakt onder de naam Naruto Shippuden. Naruto Shippuden is een verhaal dat begint 2 jaar nadat Naruto Konoha heeft verlaten om te trainen met Jiraiya. In Naruto Shippuden is het verhaal vooral gericht op de vijandige organisatie Akatsuki, die op zoek is naar Bijuus (Tailed Beasts zoals de Kyuubi, in Naruto), en het terugvinden van Naruto's enige en beste vriend Sasuke Uchiha. Te zien is hoe Naruto van een kleine jongen verandert in een jonge adolescent.

## Bijzonderheden
Ondanks dat Naruto eerder in mangavorm verscheen, wordt de animeserie veel vaker bekeken omdat deze anderhalf (soms meer, soms minder) mangahoofdstukken per aflevering bevat (tegenwoordig is één animeaflevering één mangahoofdstuk; door het commerciële succes zijn de afleveringen langdradiger). Om dit te compenseren laten de makers van de mangaserie veel meer achtergrondinformatie zien dan in de animeserie te zien is. Als de anime verder vordert dan de manga, bedenken de makers zogenaamde "filler"-afleveringen. Deze "filler"-afleveringen zijn geheel bedacht door de makers van de anime, en dus niet gebaseerd op de manga. Soms worden manga en "filler" gecombineerd, zodat een half mangahoofdstuk opgevuld met "filler" ontstaat, om toch een hele aflevering vol te krijgen. 100% manga-afleveringen (ook wel "canon" genoemd) worden meer gewaardeerd door de narutogemeenschap dan de "filler"-afleveringen.
Nieuwe afleveringen, geanimeerd door Studio Pierrot, zijn wekelijks te zien op TV Tokyo in Japan. De series hebben ook vier films meegekregen, Naruto the Movie: Yukihime Ninpōchō en Naruto the Movie 2: Maboroshi no Chiteiiseki. De derde film, Naruto the Movie 3: Dai Koufun! Mikazuki Jima no Animal Panic Dattebayo!, ging in augustus 2006 in première. Naruto Shippuden The Movie: Naruto dies ging op 2 augustus 2007 in première. De tweede Shippudenfilm ging in augustus 2008 in Japan in première.De derde Shippuden film "Naruto Shippuden Movie 3: Inheritors of the Will of Fire kwam uit in 1 augustus 2009. De vierde Shippudenfilm "Naruto Shippuden Movie 4: The Lost Tower" kwam in 2010 uit en werd in 2011 uitgebracht als dvd. Naruto the movie 5: Blood prison kwam ook in 2011 uit. Naruto werd geselecteerd als de beste anime in de laatste 10 jaar na Dragon Ball Z, dat 788 punten behaalde en won met 178 punten verschil.

## Verhalen

### Naruto: Eerste serie
Twaalf jaar voor de gebeurtenissen van de manga-anime verschijnt de Kyuubi no yoko (Engels: Nine-Tailed Demon Fox), die het dorp van Naruto, Konohagakure (Hidden leaf village, een dorp waarin vrijwel alle inwoners zijn opgeleid om als ninja missies uit te voeren), aanvalt. Het beest stond bekend als een krachtige demon: met één staartzwiep zou hij tsunami's veroorzaken en bergen platslaan. Het was een chaos: mensen werden afgeslacht en hun huizen vernield, totdat de leider van Konohagakure (of korter: Konoha, "Blad") zichzelf opofferde. Hij was de Vierde Hokage, de leider en sterkste inwoner van het dorp. Hij gebruikte een geheime "Jutsu" (techniek) om de Kyuubi te verzegelen in een pasgeboren kind, waarbij hij zelf zijn leven zou verliezen. Dat kind was zijn eigen zoon, Uzumaki Naruto.
De Vierde Hokage (Yondaime Hokage) leefde in de herinnering voort als een held omdat het dorp voor eeuwig gered zou zijn van de Kyuubi. De mensen in het dorp waren gelukkig, op een na: Naruto. Niemand waardeerde hem ooit als een volwaardige jongen, of wilde zelfs maar zijn goede eigenschappen zien. Dit kwam doordat de inwoners wisten dat hij de Kyuubi bij zich droeg, het monster waaraan iedereen in het dorp wel een vriend of familielid had verloren. Een overeenkomst werd gesloten door de Derde Hokage (deze was Hokage geweest voor de aanstelling van de Vierde, en nam na zijn dood de plaats van Hokage weer in), wat inhield dat niemand, maar dan ook niemand mocht spreken over de Kyuubi in Naruto, omdat Naruto zelf van niets wist, en ook omdat de Hokage hoopte dat iedereen de Kyuubi zou vergeten. De kinderen van het dorp wisten daarom niet waarom Naruto zo gehaat werd door hun ouders, maar kopieerden hun gedrag. Het gevolg was dat Naruto opgroeide als wees, op zichzelf wonend, zonder vrienden of familie. Hij kon maar geen vrienden maken, dus zocht hij aandacht door misplaatste grappen te maken en kattenkwaad uit te halen. Dat veranderde echter snel nadat Naruto afgestudeerd was aan de Ninja Academie, overigens dankzij zijn "Kage Bunshin no Jutsu" (Shadow Clone Technique oftewel Schaduwkloonjutsu), waarmee hij zijn leraar, Umino Iruka, redde van de slechte ninja Mizuki. Vanaf die tijd leerde Naruto twee dingen: ten eerste dat Kyuubi in hem opgesloten zat, en ten tweede dat er toch iemand was die om hem gaf (zijn leraar Iruka). Deze vroege gebeurtenissen leiden tot de verdere gebeurtenissen uit de manga-anime.
Naruto is een combinatie van drama en komedie met veel actie. De animeserie volgt Naruto (samen met zijn vrienden) op zijn weg om zelf Hokage te worden. Naruto vindt twee vrienden en kameraden in Uchiha Sasuke en Haruno Sakura, twee ninja's van zijn leeftijd die ingedeeld zijn in een driemansteam, met Hatake Kakashi als "sensei" (mentor). Samen vormen zij het zogenoemde Team 7. Door het verhaal heen leert Naruto meer vrienden en "jutsus" (technieken) kennen om zijn droom, de volgende Hokage worden, te verwezenlijken.
Het verhaal begint echter pas echt tijdens het examen "Chuunin" (letterlijk: middelste ninja). Naruto, Sakura en Sasuke nemen eveneens deel aan dit examen. Tijdens een van de voorselecties van het examen komen de hoofdpersonages in contact met een van de belangrijkste antagonisten van de anime, Orochimaru. Hij is uit op de enorme potentiële kracht van Uchiha Sasuke, door diens "Sharingan" (letterlijk: rood oog), en op de vernietiging van Konoha. Tijdens een van de proeven komen Sasuke en Sakura in gevecht met Orochimaru, die zich voordoet als een "Sound Ninja". Hierbij bijt hij Sasuke in de nek waardoor deze het Vervloekte Zegel krijgt. Deze zegel geeft de drager enorm veel kracht, die bij Sasuke vrijkomt als hij zijn Sharingan gebruikt. Tijdens het eigenlijke examen vermomd Orochimaru zich als de Kazekage (letterlijk: windschaduw) en voert een verrassingsaanval uit op Konoha. Hierbij vecht hij met zijn oude leermeester, de Derde Hokage Sarutobi. Sarutobi verliest zijn leven tijdens het gevecht, doch net voor hij sterft slaagt hij erin met een verboden techniek Orochimarus vaardigheden te verzegelen. Na zijn dood gaat Naruto samen met Jiraiya op zoek naar Tsunade om de plaats van Vijfde Hokage in te nemen. Orochimaru slaagt er uiteindelijk in Sasuke ertoe te verleiden zich bij hem aan te sluiten. Sasuke verlaat Konoha uit een drang naar onbegrensde kracht. Deze heeft hij nodig om zijn broer Uchiha Itachi te kunnen vermoorden, omdat hij, toen Sasuke nog jong was, de hele familie Uchiha heeft uitgemoord, behalve Sasuke zelf. Zijn broer deed dit omdat geheime organisaties bang waren dat de familie Uchiha met hun Sharingan te sterk zouden worden en een gevaar zouden kunnen vormen voor Konoha. Na het uitmoorden van de Uchiha-clan behalve ze broertje Sasuke sluit Itachi zich aan bij Akatsuki (letterlijk: ochtend) met de bedoeling zicht te kunnen houden op Konoha, wat afwijkt van het hoofddoel van Akatsuki. Doorlopend door de anime proberen Naruto en Sakura samen met hun vrienden Sasuke te vinden en hem naar Konoha terug te brengen.

### Naruto Shippuden: Tweede serie
Dit deel speelt zich af drie jaar na de laatste aflevering van Naruto. Sasuke en Orochimaru zijn nog steeds onvindbaar en Naruto heeft Konoha verlaten om 2 ½ jaar te trainen onder meester Jiraiya. Sakura is ondertussen in de leer gegaan bij Tsunade, een van de legendarische Sannins bekend om haar exceptionele vaardigheden als Medical Ninja, om ook een Medical Ninja te worden en zo meer te kunnen bijdragen aan het team. In dit verhaal staat de zoektocht naar Sasuke nog steeds centraal al komt er nog een nieuwe vijand bij: de Akatsuki. Deze organisatie, met als leider Pain, heeft als doel de "Bijuu" (letterlijk: gestaarte beest) in handen te krijgen om ze als dodelijk wapen te gebruiken. Naruto en Gaara (die ondertussen Kazekage is geworden) staan ook op hun lijst, aangezien in hem de "Ichibi" (One-Tail of Een-staartige) huist. In totaal zijn er 9 gestaarte beesten die de Akatsuki onder controle wil krijgen.
De Akatsuki begint direct aan hun jacht naar de 9 Jinchurikis. Deidara en Sasori dringen Sunagakure binnen (Hidden Sand Village ofwel Verborgen Zanddorp) om de Bijuu (gestaarte beest) in Gaara gevangen te nemen. Deidara slaagt hierin met zijn explosie-klei Gaara te ontvoeren, waardoor Konoha en het Verborgen Zand op reddingsmissie om Gaara te redden. Eens Naruto en co. bij de schuilplaats van de Akatsuki aankomen, komen ze erachter dat Gaara dood is en zijn gestaarte beest geëxtraheerd is van hem. Sakura en Chiyo (oude kunoichi van het Verborgen Zand) gaan de strijd aan met Sasori (die trouwens de kleinzoon is van Chiyo). Sasori maakt het het kunoichi-duo erg lastig met zijn vele marionetten en gevaarlijke technieken, waaronder de IJzeren Zand Ontwaking (Iron Sand Unleash, Satetsu Kaihou) en de 100-marionetten Jutsu. Sakura en Chiyo weten Sasori's technieken aan te gaan door samen te werken. Uiteindelijk weten Sakura en Chiyo Sasori te verslaan doordat Sasori zichzelf heeft laten doden door de marionetten van zijn eigen ouders. Intussen slaat Deidara op de vlucht met Gaara, dus Naruto en Kakashi gaan hem achterna. Kakashi weet hem tegen te houden met zijn Kamui. Hiermee probeerde Kakashi Deidara naar een andere dimensie te sturen, maar Kakashi heeft geen volledige controle over die jutsu, waardoor enkel Deidara's rechterarm in een andere dimensie wordt gezogen. Naruto en Kakashi hebben Gaara toch kunnen terughalen en Chiyo offert zichzelf op door haar leven aan Gaara te geven met een verboden jutsu. Gaara wordt terug tot leven gebracht en zijn hele dorp is dolblij.
Veel later slaat de Akatsuki weer toe door Hidan en Kakuzu op een missie te sturen. Het "Zombie-duo" gaat op zoek naar Yugito Nii, Jinchuriki van de tweestaartige. Yugito lokt hun in de val en verandert in de Monsterkat Matatabi. Hidan en Kakuzu hebben het erg lastig, maar weten haar toch te doden en haar gestaarte beest te extraheren. Daarna sluipen zij het Land des Vuur binnen om chaos te veroorzaken bij de Vuurtempel. Konoha stuurt Shikamaru Nara, Asuma Sarutobi, Kotetsu en Izumo om hun te confronteren. Sinds Hidan onsterfelijk is en Kakuzu 5 harten heeft, hebben zij voordeel in hun gevecht tegen Shikamaru en co. Hidan vermoordt Asuma door zijn Bloedbezittings des Doods jutsu (Death Controlling Possessed Blood, Jujutsu: Shiji Hyōketsu). Hidan verwondt hiermee Asuma met zijn zeis, likt hij Asuma’s bloed af en wordt zijn  lichaam zwart met witte strepen. Hij start zijn ritueel door de symbool van Jashin op de grond te tekenen met bloed en hij steekt zichzelf in het hart, waardoor Asuma’s hart ook gestoken wordt en het niet overleeft. Heel Konoha rouwt om Asuma's dood, vooral Shikamaru en Asuma's echtgenote Kurenai Yuhi. Team 10 (Ino-Shika-Cho) wil wraak nemen voor hun gestorven sensei en gaan op missie met Kakashi om hun nog eens te confronteren. Nadat de Akatsuki de eerste zeven "Bijuu's" hebben, valt Pain, die inmiddels Jiraiya heeft vermoord Konoha aan. Pain slaagt erin om Konoha te vernielen, maar hij wordt later tegengehouden door Naruto. Naruto laat hem later ook inzien dat hij fout zat en Pain schenkt met zijn laatste krachten het leven terug aan alle slachtoffers die in Konoha zijn gevallen. Ook wordt duidelijk dat Pain de benaming is voor de zes lichamen van Nagato (exclusief het lichaam van Nagato zelf), een oud-student van Jiraiya.
Later wordt duidelijk dat Akatsuki geleid wordt door Obito Uchiha, die alle Bijuus wil verzamelen, zodat hij de kracht van de "Juubi" (Tienstaartige) kan krijgen, aangezien de Bijuu slechts fragmenten zijn van de gesplitste Juubi. Met deze kracht kan hij dan een Genjutsu via de maan op de gehele wereld plaatsen. Hij heeft dan al echter zeven Bijuus, en vraagt om de Kyuubi (in het lichaam van Naruto) en de Hachibi (achtstaart, in het lichaam van Killer Bee) aan de vijf Kages. Nadat hij Sasuke had gered die in elkaar was geslagen door de Raikage en de andere Kages. Madara, voorheen Tobi, verklaart de vierde Ninja-oorlog aan de vijf Kages en het Land des IJzer (dat geen ninja's heeft, maar samurais). De vijf Kages en de samuraileider smeden vervolgens een pact (The allied Shinobi Force) waarin zij zweren om gezamenlijk tegen Madara te strijden, ook al heeft hij inmiddels de kracht van de zeven Bijuus en is hij zelf praktisch onverslaanbaar. Kisame Hoshigaki gaat vervolgens zelf achter Killer Bee aan. Later wordt Kisame onthoofd door de Raikage en Killer Bee met hun jutsu Dubbele Lariat. Daarna gaat Uchiha Sasuke het gevecht aan met Danzo omdat hij wraak wil nemen voor Itachi Uchiha.
Danzo heeft inmiddels het zegel van zijn arm gehaald; dat vol zit met sharingans. Later Gaat Sakura achter Uchiha Sasuke aan. Sakura zegt dat zij mee wil met Sasuke naar de duistere kant. Sasuke wil dat ze dat bewijst en gebaart dat zij Karin moet vermoorden. Maar ze doet het niet en vervolgens wil Uchiha Sasuke haar vermoorden, maar Naruto en Kakashi komen net op tijd om haar te redden. Naruto en Sasuke gaan een kort gevecht aan waarin ze in staat zijn om elkaars gedachten te zien. Ze komen te weten dat als ze tegen elkaar vechten dat ze dan zullen sterven. Dan komt Madara aan en neemt hij Sasuke met zich mee.
Op bevel van Tsunade gaat Naruto later naar een verlaten eiland om controle te kunnen krijgen over de Kyuubi. Hier wordt hij geholpen door Killer Bee (Jinchuriki van de Hachibi(Letterlijk: Acht staarten)en deelgenoot van het tagteam met de Raikage). Naruto gaat dan een gevecht aan met de Kyuubi. Hier leert hij zijn moeder Kushina Uzumaki kennen, waarvan een deel van haar chakra in Naruto verzegeld zat door Minato. Zij vertelt hem wat er zestien jaar geleden, toen de Kyuubi Konoha aanviel, gebeurde. Zij was de voormalige Jinchuriki van de Kyuubi, maar tijdens de bevalling verzwakte het zegel dat hem vasthield. Madara Uchiha wist daarvan en viel toen aan. Hij slaagde erin om de Kyuubi uit het lichaam van Kushina te halen en hij beheerste de Kyuubi met zijn Sharingan. Hierdoor was hij instaat om Konoha bijna te vernielen. Later zegelde Minato Namikaze (de Vierde Hokage en tevens de vader van Naruto) de Kyuubi in het lichaam van de pasgeboren Naruto. Nadat Kushina de waarheid had onthuld helpt ze Naruto om de Kyuubi te verslaan. Uiteindelijk wint hij dat gevecht samen met de hulp van zijn moeder Kushina. Hierdoor krijgt Naruto toegang tot de volledige kracht van de Kyuubi.
Terwijl Naruto en Kushina aan het vechten zijn met de Kyuubi is de oorlog begonnen (Fourth Great Shinobi War), maar Naruto zelf wist van niks. Het risico bestond dat Naruto meteen naar het gevecht zou gaan om mee te vechten, terwijl de oorlog juist was om Naruto te beschermen tegen Uchiha Madara. Aangezien ze niet het risico wilden lopen dat Naruto en Bee gevangen zouden worden, werden ze beiden in een soort van barrier gehouden en afgesloten van de buitenwereld. Dit mislukt en Naruto komt later te weten dat er oorlog gaande is via zijn Sage Mode en vraagt aan zijn beschermers wat er gebeurt. Nadat hij wist wat er gebeurt was wilde zijn beschermers hem vangen omdat hij niet weg mocht, maar door de nieuwe krachten die Naruto had gekregen van de Kyuubi, en met de hulp van Bee, slaagde Naruto en Bee er toch in om door de barrier te komen.
Nadat hij uit de barrière was ontsnapt, werd hij al snel tegengehouden door de Raikage en de Hokage, maar uiteindelijk wist Naruto de Hokage en Raikage, nadat Naruto de snelste aanval van de Raikage had ontweken, te overtuigen en lieten ze hem gaan. Op weg naar Kakashi en zijn troepen komen Naruto en Killer Bee in contact met een groep klonen van Zetsu die vermomd zijn als ninja's van de geallieerde troepen. Deze worden gemakkelijk uitgeschakeld. Daarna komen ze in contact met Itachi en Nagato, die met Edo Tensei zijn opgeroepen door Kabuto, in de hoop de Jinchurikis te bemachtigen zonder dat Tobi het weet. Itachi kan echter ontsnappen uit Edo Tensei en verzegelt Nagato, waarna hij weggaat om Edo Tensei te stoppen. Onderweg naar Kabuto, de persoon die de Edo Tensei in stand houd, komt Itachi zijn kleine broertje Uchiha Sasuke tegen. Samen vechten ze tegen Kabuto en winnen nadat Itachi hem met zijn sharingan in de izanami zet, een oneindige loop waar Kabuto bijna niet meer kan uitkomen. Omdat Kabuto nu onder de genjutsu van Itachi valt, kan Itachi hem zo manipuleren dat Kabuto de Edo Tensei opheft. Hierdoor verdwijnt Itachi nu ook, maar net daarvoor geeft hij zijn herinneringen door aan Sasuke. Nadat Itachi is verdwenen komt Orochimaru voort uit Kabuto die nog steeds versteend lijkt door Izanami.
Ondertussen is de echte Madara bij de gevechten verschenen dankzij de Edo Tensei techniek, maar door een bepaalde techniek kan Madara aan de Edo Tensei ontsnappen en kan hij zich dus vrij bewegen als een levende dode. De vijf Kages gaan het gevecht aan met Madara en laten Naruto en Bee naar de nep Madara gaan. Tijdens het gevecht tegen Madara blijkt hoe sterk Madara eigenlijk is, en hoewel de 5 Kages ook erg sterk zijn, zijn ze geen partij voor Madara en laat ze halfdood achter. Naturo is intussen in contact gekomen met de nep Madara en vecht tegen hem en de zeven gevangen Jinchuriki die onder de Edo Tensei van de nep Madara vallen. De Jinchurikis hebben nog de mogelijkheid om te transformeren en maken het Naruto zo moeilijk, dat Kurama (echte naam van de Kyuubi), Naruto zijn volledige krachten geeft en samen met hem vecht. Naruto krijgt nu ook de mogelijkheid om te transformeren en bevrijd de zeven Jinchurikis van de nep Madara, waardoor hij gedwongen wordt de Jinchurikis weer in het Gedo standbeeld op te sluiten. Naruto vecht met de nep Madara, en later komen Kakashi en Might Guy ook helpen. Tijdens de gevechten komen ze erachter hoe de technieken van de nep Madara werken en krijgen het voor elkaar om hem te verwonden en zijn masker te vernietigen waardoor zijn gezicht voor het eerst zichtbaar wordt. Dit blijkt niemand minder dan Uchiha Obito te zijn, de oude teamgenoot van Kakashi waarvan iedereen dacht dat hij was overleden tijdens een missie. Na deze ontdekking komt Madara ook aan bij het gevecht en gaat samen met Obito tegen de Ninja Alliance Force vechten. Sasuke gaat met z'n team en Orochimaru naar Konoha om met Edo Tensei de vier vroegere Hokages op te roepen met de Edo Tensei techniek. Afhankelijk van wat de Hokages hem te vertellen hebben zal hij wel of niet helpen. Dankzij de 1ste Hokage wordt hij overtuigt en gaat hij mee naar het slagveld om tegen Madara en Obito te gaan vechten. Hij heeft daarbij één boodschap voor Naruto, Sasuke wil Hokage worden.
De Ten tails is inmiddels ontwaakt en getransformeerd, maar de Alliance Ninja Force houd stand. Sasuke, Naruto en Sakura gaan samen het gevecht aan tegen de Ten Tails terwijl de vier vroegere Hokage's hem in een barrier in toom proberen te houden. Obito neemt de Ten Tails in zich op en wordt de Jinchuriki van de Ten Tails waardoor hij de krachten krijgt van de Zes Paden Sage (Sage of the six paths). Later komt hij in gesprek met Naruto, en Naturo probeert hem in te laten zien dat wat hij doet fout is. Obito is hier gevoelig voor, maar houd toch vast aan zijn idealen. Madara ziet zijn kans hierin en gebruikt Black Zetsu om Obito zijn lichaam over te nemen waardoor hij gedwongen wordt om de Rinne Rebirth, een techniek die alleen mensen met de rinnegan kunnen gebruiken, te gebruiken op Madara waardoor Madara nu ook echt levend is en zijn volledige kracht weer terug heeft. De tailed beasts zijn inmiddels bevrijd en gaan samen het gevecht aan met Madara, maar Madara vangt ze allemaal en wordt daardoor de nieuwe Juubi Jinchuriki. Op dat moment bezit Madara maar 1 rinnegan en pakt later ook de rinnegan af van Obito. Met twee rinnegans ontwaakt Madara een derde oog op zijn voorhoofd en reflecteert hij een genjutsu af op de maan waarmee de Infinite Tsukuyomi begint en de hele wereld onder zijn genjutsu(illusionaire techniek) valt.

## Nederlandse Uitgave
Uitgeverij Kana brengt sinds 4 oktober 2006 de Naruto Manga in Nederland uit. Deze hebben allemaal het standaardformaat van 11,5 x 17,5 cm en variëren van 176 tot 218 pagina's.
- Naruto volume 1 - ISBN 90-8677-009-6 (4 oktober 2006)
- Naruto volume 2 - ISBN 90-8677-010-X (8 november 2006)
- Naruto volume 3 - ISBN 978-90-8677-011-3 (3 januari 2007)
- Naruto volume 4 - ISBN 978-90-8677-019-9 (7 maart 2007)
- Naruto volume 5 - ISBN 978-90-8677-029-8 (2 mei 2007)
- Naruto volume 6 - ISBN 978-90-8677-030-4 (1 juli 2007)
- Naruto volume 7 - ISBN 978-90-8677-031-1 (5 september 2007)
- Naruto volume 8 - ISBN 978-90-8677-032-8 (7 november 2007)
- Naruto volume 9 - ISBN 978-90-6793-974-4 (2 januari 2008)
- Naruto volume 10 - ISBN 978-90-6793-981-2 (5 maart 2008)
- Naruto volume 11 - ISBN 978-90-8558-010-2 (7 mei 2008)
- Naruto volume 12 - ISBN 978-90-8558-023-2 (18 juni 2008)
- Naruto volume 13 - ISBN 978-90-8558-031-7 (3 september 2008)
- Naruto volume 14 - ISBN 978-90-8558-063-8 (7 november 2008)
- Naruto volume 15 - ISBN 978-90-8558-076-8 (15 januari 2009)
- Naruto volume 16 - ISBN 978-90-8558-085-0 (6 maart 2009)
- Naruto volume 17 - ISBN 978-90-8558-109-3 (8 mei 2009)
- Naruto volume 18 - ISBN 978-90-8558-116-1 (5 juni 2009)
- Naruto volume 19 - ISBN 978-90-8558-126-0 (4 september 2009)
- Naruto volume 20 - ISBN 978-90-8558-145-1 (4 december 2009)
- Naruto volume 21 - ISBN 978-90-8558-154-3 (6 januari 2010)
- Naruto volume 22 - ISBN 978-90-8558-156-7 (3 maart 2010)
- Naruto volume 23 - ISBN 978-90-6334-778-9 (16 juni 2010)
- Naruto volume 24 - ISBN 978-90-6334-785-7 (1 september 2010)
- Naruto volume 25 - ISBN 978-90-6334-795-6 (10 november 2010)
- Naruto volume 26 - ISBN 978-90-6334-807-6 (26 januari 2011)
- Naruto volume 27 - ISBN 978-90-6334-818-2 (16 maart 2011)
- Naruto volume 28 - ISBN 978-90-6334-832-8 (22 juni 2011)
- Naruto volume 29 - ISBN 978-90-6334-876-2 (7 september 2011)
- Naruto volume 30 - ISBN 978-90-6334-928-8 (9 november 2011)